# Nephodia mitellaria
Nephodia mitellaria är en fjärilsart som beskrevs av William Schaus 1912. Nephodia mitellaria ingår i släktet Nephodia och familjen mätare. Inga underarter finns listade i Catalogue of Life.